# Cogomella esparracada

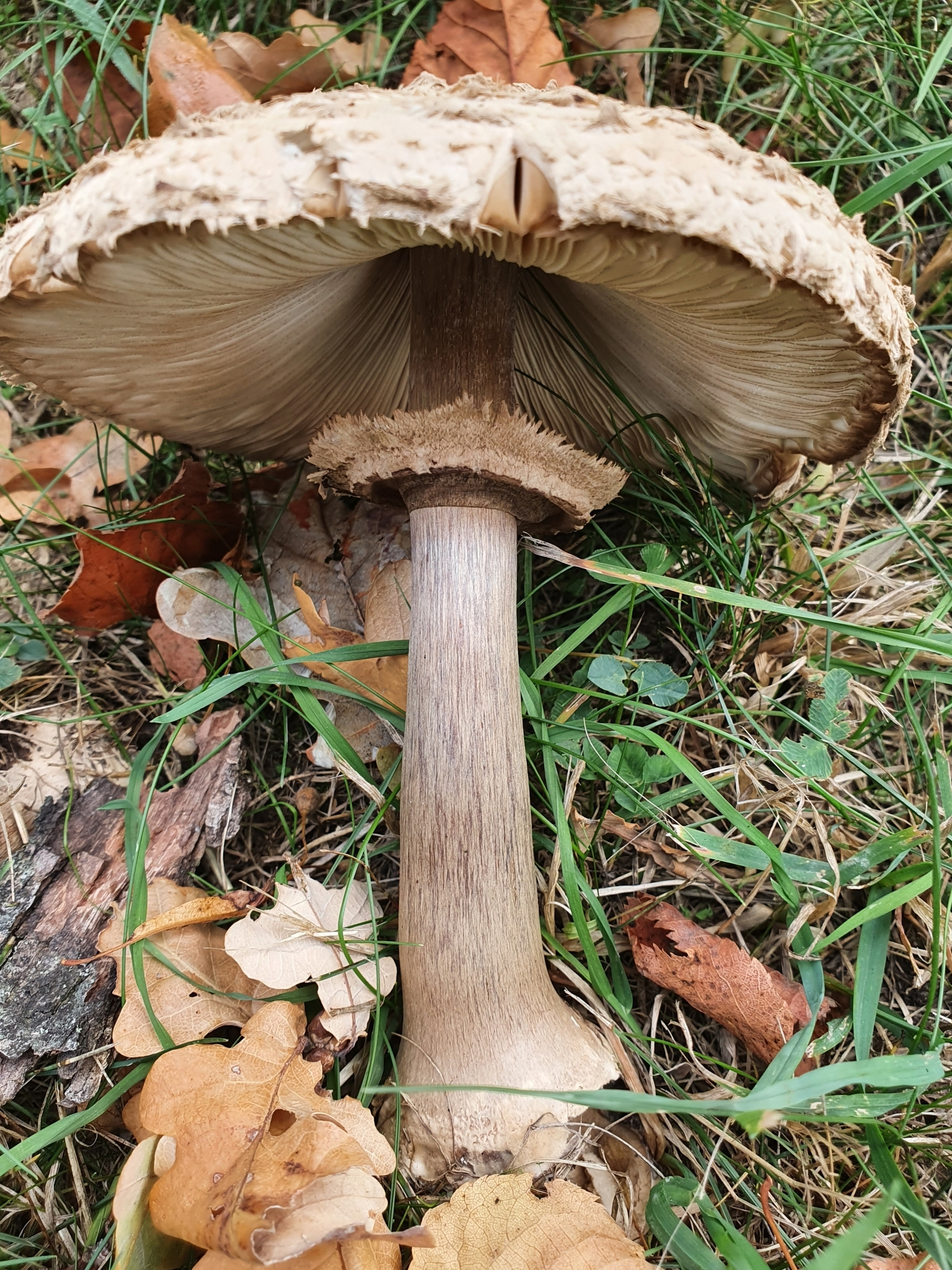
Detall de l'anell i la cama de la cogomella esparracada (Chlorophyllum rhacodes)

La cogomella esparracada (Chlorophyllum rhacodes), també anomenada apagallums de cama blanca i paloma esparracada, és una cogomella del grup de les cogomelles veres. Es caracteritza per l'envermelliment de la carn al tall i les grans escames del barret.

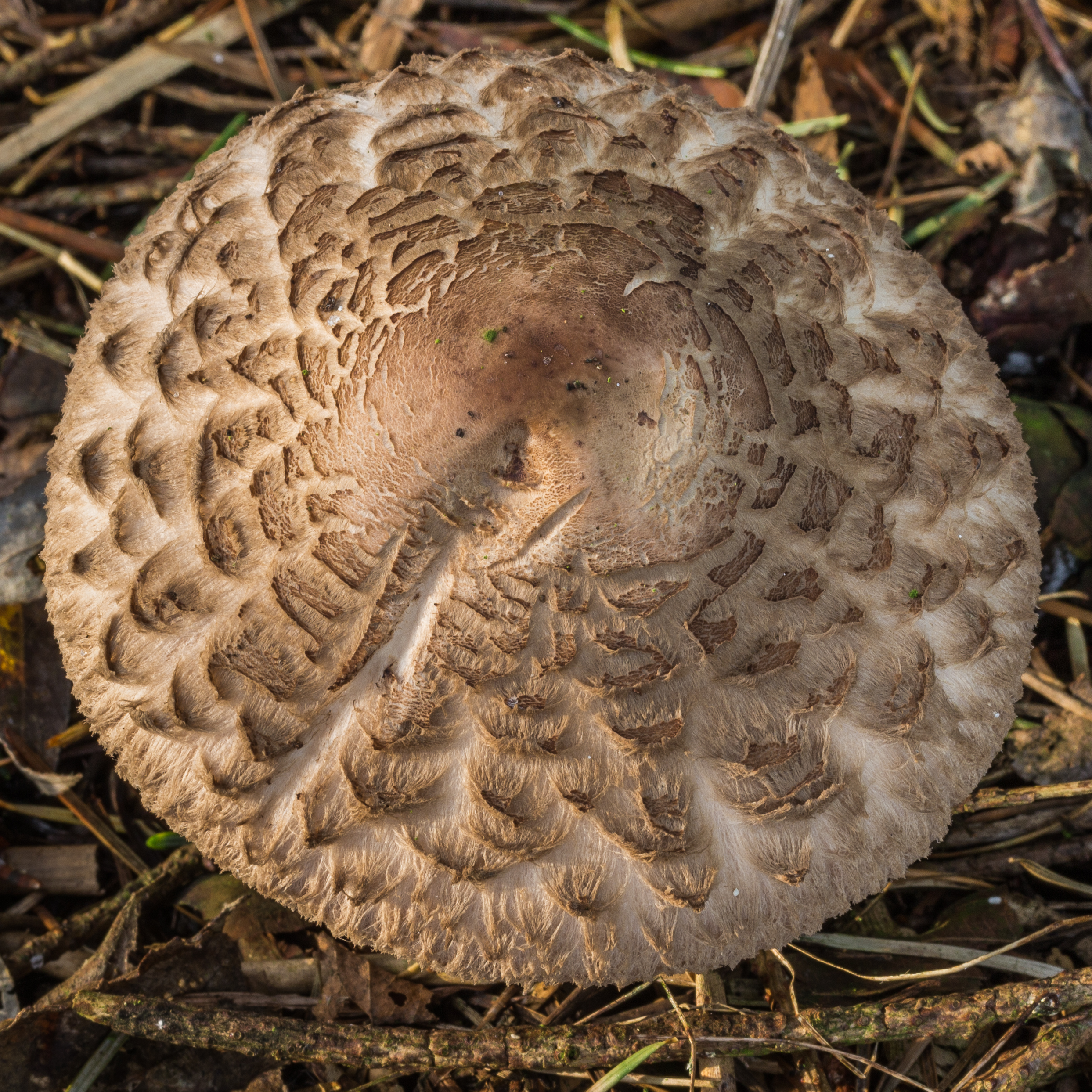
Detall de la superfície del barret de la cogomella esparracada (Chlorophyllum rhacodes)

## Taxonomia
Descrita el 1835 com a Agaricus rachodes per Carlo Vittadini, s'ha acceptat traslladar l'ortografia a Agaricus rhacodes per mantindre el sentit original. Else Vellingava combinar-la al gènere Chlorophyllum.

## Descripció
Barret de fins a 20 cm de diàmetre, de subglobós fins a convex o estès; recobriment superficial desfet en grans escames, de brunes a bru cremós, poligonals, disposades concèntricament, distants, que contrasten sobre un fons fibril·lós i blanc; escames poc adherides i de marges separats, lliures.
Làmines de blanques a cremoses, desiguals i lliures, distants de la cama, denses.
Cama poc ancorada al substrat, de fins a 20 cm de longitud i 3 cm de diàmetre, llisa, nua, sense escames, blanca o blanquinosa. S'enfosqueix al frec, de longitud similar al diàmetre del barret, amb peu bulbós, gros, de fins a 6 cm de diàmetre, però no abruptament bulbós; anell doble, engruixit, lliure, mòbil, fibril·lós, en forma de collaret, blanc però de revers bru, persistent.
Carn blanca, que en tallar-la pren un de color roig viu a roig safrà, més tard bru; olor i tast poc distintiu.
Esporada (6-13 x 5-9 µ) de color blanc, crema o groguenc.

## Hàbitat
Des de la primavera a finals de tardor; des de solitària a colònies de nombrosos exemplars; en boscos de la muntanya mitjana, preferentment caducifolis, prats adobats, munts de compost o fulles en descomposició i en terra remogut

## Distribució geogràfica
S'ha recol·lectat a Andorra, l'Alta Cerdanya, Catalunya, el País Valencià i Menorca.

## Espècies semblants
Si la carn envermelleix de manera evident i la cama és llisa, la cogomella esparracada es pot confondre amb: 
- La cogomella de làmines verdes (Chlorophyllum molybdites)', de làmines madures tintades de verd per les espores.
- La cogomella de peu amb vora (Chlorophyllum brunneum), que té un anell simple, no doble i el bulb del peu emarginat.
- La cogomella esparracada d’anell senzill (Chlorophyllum venenatum)', que també podem diferenciar per l'anell.
- La cogomella terrosa (Chlorophyllum olivieri), d'escates de color beix, que no contrasten amb la superfície subjacent.

Si el barret del bolet té menys de 10 cm de diàmetre i/o la cama té menys de 10 cm de longitud es pot confondre amb una cogomina, un bon nombre de les quals són tòxiques.

## Comestibilitat
És comestible, però pot causar trastorns gàstrics en algunes persones. Certs autors la consideren de qualitat superior a la cogomella (Macrolepiota procera).